# Сплюшка сан-томейська
Сплюшка сан-томейська (Otus hartlaubi) — вид совоподібних птахів родини совових (Strigidae). Ендемік Сан-Томе і Принсіпі. Вид названий на честь німецького зоолога Карла Хартлауба.

## Опис
Довжина птаха становить 16-19 см, вага 79 г. Довжина крила становить 123-139 мм, довжина хвоста 60-72 мм. Самиці є дещо більшими за самців. Забарвлення існує в сірувато-коричневій і рудувато-коричневий морфах.
У представників сірувато-коричневої морфи верхня частина тіла рівномірно темно-коричнева, поцятковане нечіткими рудувато-коричневими і темними плямами. Пера на тімені, потилиці і спині мають чорнуваті стрижні. На потилиці є білуваті плями з чорними краями. Лицевий диск світло-коричневий, навколо очей більш темний, рудувато-коричневий. На голові невеликі пір'яні "вуха". на плечах помітна біла смуга. Махові пера коричнюваті, поцятковані жовтувато-коричневими і білуватими плямами. На хвості нечіткі рудувато-коричневі смуги. Нижня частина тіла білувата, поцяткована тонкими коричневими і рудувато-коричневими смугами, пера на ній мають чорні стрижні.
Представники рудувато-коричневої морфи мають переважно темно-рудувато-каштанове забарвлення, чорні плями в оперенні у них більш виражені. Очі темно-жовті, дзьоб і восковиця жовтуваті, кінчик дзьоба сіруватий. Лапи і пальці охристо-жовті, кігті коричневі. Голос — угукання «ху-ху-ху» і гарчання «уррр».

## Поширення і екологія
Сан-томейські сплюшки є ендеміками острова Сан-Томе в Гвінейській затоці. Вони живуть у вологих рівнинних і гірських тропічних лісах та на плантаціях, на висоті до 1500 м над рівнем моря, переважно на висоті до 400 м над рівнем моря. Живляться кониками, жуками, метеликами та іншими комахами, а також дрібними ящірками. Ведуть нічний спосіб життя, гніздяться в дуплах дерев.

## Збереження
МСОП класифікує цей вид як вразливий. За оцінками дослідників, популяція сан-томейських сплюшок становить від 350 до 1500 птахів. Їм загрожує знищення природного середовища.